# دینا برونتی
دِینا برونِتی (انگلیسی: Dana Brunetti؛ زاده ۱۱ ژوئن ۱۹۷۳) تهیه‌کننده اهل ایالات متحده آمریکا است.
- پنجاه طیف خاکستری (۲۰۱۵)
- پنجاه طیف تاریک‌تر (۲۰۱۷)
- پنجاه طیف آزادی (۲۰۱۸)